# Günter Emig
Günter Emig (* 24. Juni 1929 in Weinheim; † 7. Oktober 2022) war ein deutscher römisch-katholischer Geistlicher. Der Domkapitular des Bistums Mainz baute wesentlich die modernen Strukturen des Caritasverbands der Diözese mit auf und war Miterfinder der Sozialstation in Deutschland.

## Leben

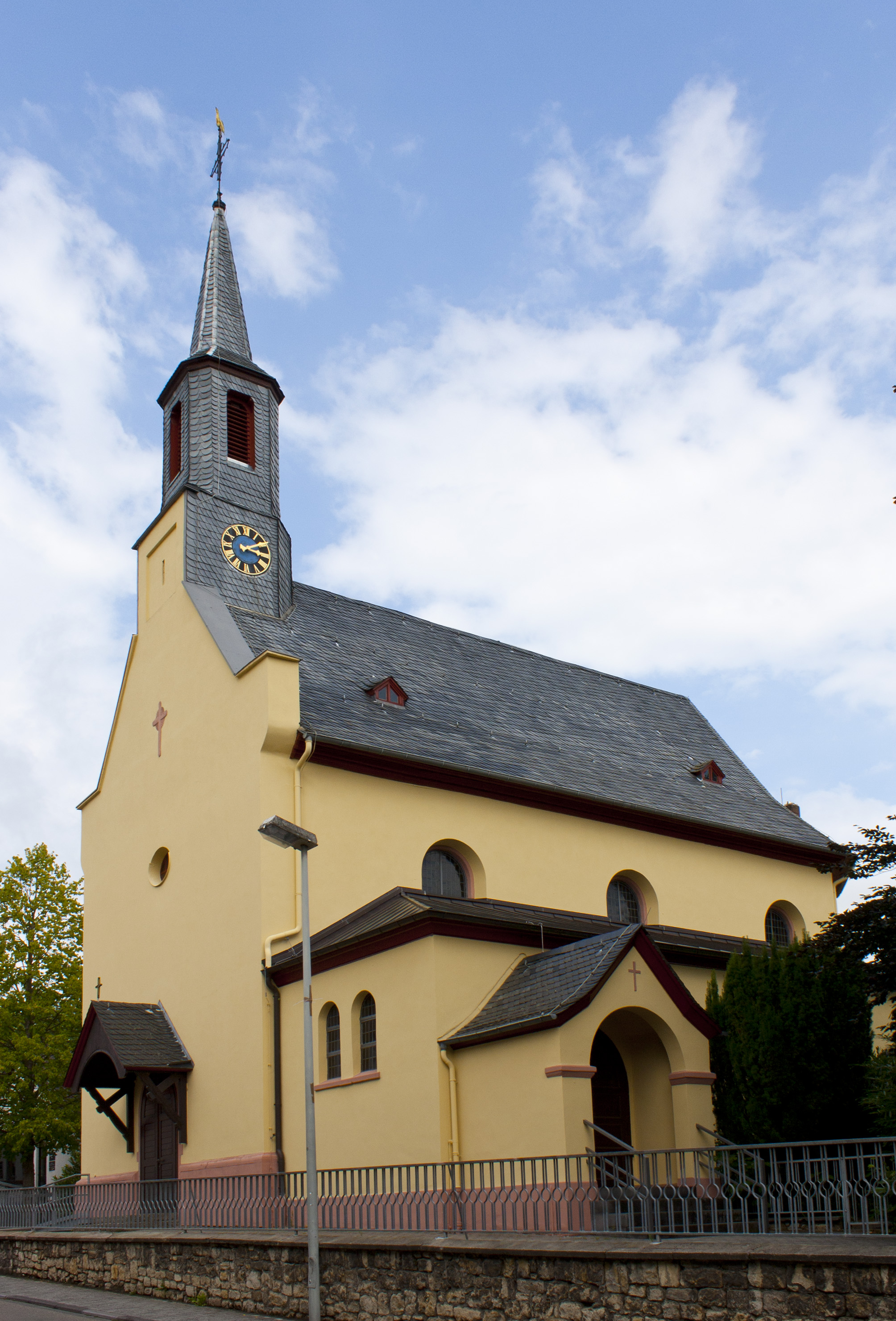
Von 1975 bis 1981 verwaltete Günter Emig die Pfarrei Maria Königin Mainz-Drais.

Günter Emig wuchs in Gorxheimertal auf. Nach dem Abitur 1954 am Abendgymnasium Ketteler-Kolleg Mainz studierte er Katholische Theologie. Am 26. Juli 1959 empfing er durch Bischof Albert Stohr im Hohen Dom zu Mainz die Priesterweihe. Seine Kaplanszeit absolvierte Emig in Bad Nauheim. Von 1975 bis 1981 verwaltete er die Pfarrei Maria Königin Mainz-Drais.
Bischof Hermann Volk ernannte Emig im Jahr 1964 zum Caritas-Rektor in Mainz und Stellvertreter von Caritasdirektor Othmar Weis. Emig war daran beteiligt, dass 1970 mit St. Lioba in Worms die erste Sozialstation der Bundesrepublik Deutschland errichtet wurde. Diese von ihm mitentwickelte Institution war eine Antwort auf den durch Nachwuchsmangel bedingten Rückzug der Ordensschwestern aus der Gemeindekrankenpflege. Zu Emigs weiteren Aktivitäten auf diesem Gebiet gehörte, dass an Krankenhäusern Pflegevorschulen eingerichtet wurden. An den Gründungen der Fachschule für Altenpflege und der Fachschule für Erzieherinnen in Mainz war er ebenfalls beteiligt. Emig wirkte ab 1968 außerdem als Diözesanseelsorger für Blinde und Gehörlose und betätigte sich auch in der Kinder- und Jugendsozialarbeit.
Im Jahr 1976 wurde Emig durch Hermann Kardinal Volk zum Diözesan-Caritasdirektor ernannt. Dieses Amt hatte er bis zur Entpflichtung 1992 inne. Emig gab dem Diözesan-Caritasverband seine moderne Grundstruktur, die fünf selbständige (Bezirks-)Caritasverbände mit Sitz in Mainz, Worms, Darmstadt, Gießen und Offenbach unter einem Dach vereint. Emig trieb den Ausbau der verschiedenen Beratungsdienste voran und sorgte für die Sanierung sowie den Neubau von Altenheimen, die später in dem eigens gegründeten Caritaswerk St. Martin zusammengeführt wurden. Ebenso unterstützte der Geistliche neue Initiativen zur Hilfe für benachteiligte Menschen. Viele Jahre wurden so unter anderem die Caritas-Druckerei, gegründet als Hilfe für Langzeitarbeitslose zur Wiedereingliederung in den Arbeitsprozess, und die alkoholfreie Gaststätte Senfkorn nahe St. Stephan als Treffpunkt für alkohol- und psychisch kranke Menschen betrieben.
Bis 1986 wirkte Günter Emig zusätzlich noch als Diözesan-Seelsorger des Malteser Hilfsdienstes (MHD). Nach seiner Entpflichtung als Diözesan-Caritasdirektor war er von 1992 bis 1999 Vorsitzender des Caritasverbandes für die Diözese Mainz. Bereits 1986 hatte ihn Bischof Karl Lehmann zum Dezernenten für Caritas und Sozialarbeit im Bischöflichen Ordinariat ernannt. Zugleich berief er ihn in das Mainzer Domkapitel und in den Geistlichen Rat des Bistums. Im September 1999 trat Prälat Emig in den Ruhestand und wurde zum 31. Dezember 2000 emeritiert. Der Mainzer Diözesan-Caritasverband hob hervor, dass sich Prälat Emig nie als „Sozialmanager“, sondern stets als Seelsorger verstanden habe, und der Mainzer Diözesan-Caritasverband während seiner Leitungsjahre als einer der am partnerschaftlichsten geführten in der ganzen Bundesrepublik galt. Bei seiner Verabschiedung als Vorsitzender des Caritasverbandes für die Diözese Mainz würdigte ihn Bischof Lehmann als „Vater der Armen“.
Neben seinen Aufgaben in der Caritas war Günter Emig Mitglied in mehreren Verwaltungsräten kirchlicher Einrichtungen, so der Trägergesellschaft der Katholischen Fachhochschule (KFH) Mainz und des Instituts für Lehrerfort- und -weiterbildung (ILF), ebenfalls in Mainz. Mehrere Jahre lang war er Vorsitzender der Arbeitsgemeinschaft der Caritasverbände in Rheinland-Pfalz und Vorsitzender der Liga der Spitzenverbände der Freien Wohlfahrtspflege in Rheinland-Pfalz. Während seiner langjährigen Amtszeit als Vorsitzender der Arbeitsgemeinschaft der katholischen Krankenhäuser in Hessen vertrat er die Interessen von seinerzeit 29 Mitgliedskrankenhäusern gegenüber dem Land und den Krankenkassen.
Günter Emig feierte 2009 sein goldenes Priesterjubiläum. Er lebte in Mainz. Der Prälat starb am 7. Oktober 2022 im Caritas-Altenheim in Mainz-Drais, wo er zuletzt wohnte. Die Exequien für den Verstorbenen mit Bischof Peter Kohlgraf fanden am Freitag, 14. Oktober 2022 im Mainzer Dom statt, anschließend wurde Günter Emig auf dem Mainzer Domfriedhof beigesetzt.

## Ehrungen
- 1982 Ernennung zum Monsignore (Kaplan seiner Heiligkeit) durch  Papst Johannes Paul II.
- 1990 Ernennung zum Päpstlichen Ehrenprälaten
- 1987 Bundesverdienstkreuz am Bande.[3]